# Halacha
Halacha (hebr. ‏הלכה‎ „droga, zachowanie”) – w judaizmie autentyczna i autorytatywna wykładnia Prawa Mojżeszowego (Tory), ukazująca jak stosować Prawo do konkretnych sytuacji życiowych. Tą nazwą określa się cały zbiór przykazań religijnych stanowiący jedną z trzech głównych gałęzi żydowskiej ustnej tradycji – dawniej używano do niego liczby mnogiej halachot – bądź poszczególną wybraną interpretację lub opinię któregoś z rabinów, uznaną za obowiązującą dla danej praktyki. W Talmudzie można spotkać wyrażenie, że halachą jest opinia rabina N., co znaczy, że opinia tego rabina na dany temat jest rozstrzygająca. Halacha jest formą midraszu. Podstawowym zbiorem halachicznych rozstrzygnięć prawnych jest Miszna, istniejąca w formie pisanej od II w. n.e. Znajdujemy je także w Tosefcie – w części zawierającej midrasze halachiczne – oraz w Talmudzie.
Tradycja halachiczna jest w religijnej społeczności judaizmu stale tworzona. Późniejsze kodyfikacje można znaleźć m.in. w Szulchan Aruch i responsach rabinicznych oraz w lokalnych tradycjach.
Halacha dotyczy przepisów kultowo-liturgicznych, pokarmowych dotyczącej koszerności (kaszrut) i różnych aspektów życia codziennego, obowiązujących Żydów ortodoksyjnych. Tradycyjnie mówi się o 613 przykazaniach (micwot), na które składa się 248 nakazów i 365 zakazów.
Judaizm reformowany i judaizm humanistyczny traktują halachę jako bardzo ważny element swych tradycji. Jednocześnie jednak poddają ją współczesnej krytyce. Traktują ją raczej jako wskazówkę, a nie ostateczny autorytet. Dotyczy to przepisów koszerności, etyki seksualnej itd.